# 죽현길 (진천군)
죽현길(竹峴-)은 충청북도 진천군 광혜원면 죽현리에 있는 진천군도로 총 연장은 1.243 km이다. 도로명에 대한 유래는 법정리의 명칭을 사용하여 명명되었던 것에서 유래되었다.

## 노선 정보
- 총 연장 : 1.243 km
- 기점 : 충청북도 진천군 광혜원면 죽현리 67-20대 (진광로와 교차)
- 종점 : 충청북도 진천군 광혜원면 죽현리 389-11도 (진광로와 교차)

## 지리

### 통과하는 지자체
- 진천군
  - 광혜원면

### 접촉하는 도로
- 진광로
- 사동길
- 안디길

### 주변에 있는 시설
- 삼양패키징 (구 효성 진천 PET공장)
- 주원 산오리직영판매장
- 케미콘
- 디아이디
- 신화하이텍
- 가화텍

## 여담
- 해당 도로의 선형은 ㄷ자형 코스로 꺾여 있다.
- 중간에 평택제천고속도로가 통과하고 있지만 나들목을 이용하려면 인근의 북진천 나들목을 통해 연결 도로를 이용한 후 이덕로를 통해 대막삼거리에서 진광로를 통해 북쪽으로 향해야 연결 가능하다.